# Juan Nsue Edjang Mayé
Juan Nsue Edjang Mayé (Micomeseng, Kié-Ntem, 9 de novembre de 1957) és un religiós equatoguineà, actualment arquebisbe de Malabo.
Fou ordenat sacerdot el 25 de març de 1995. El papa Benet XVI el va nomenar el 19 febrer 2011 Bisbe d'Ebebiyín. L'ordenació episcopal la va dur a terme el nunci apostòlic a Camerun i Guinea Equatorial, Piero Pioppo, el 7 de maig del mateix any; els co-consagrants van ser Ildefonso Obama Obono, arquebisbe de Malabo, i Juan Matogo Oyana CMF, bisbe de Bata.
El papa Francesc el va designar l'11 de febrer de 2015 Arquebisbe de Malabo.